# Néoptolème (général)
Pour les articles homonymes, voir Néoptolème (homonymie).
Néoptolème (en grec ancien Νεoπτόλεμος / Neoptolemos), mort en 321 av. J.-C., est un officier d'Alexandre le Grand, satrape d'Arménie entre 323 et 321. Il prend part à la première guerre des Diadoques en trahissant la cause de Perdiccas et en se ralliant à Cratère ; mais il est vaincu et tué par Eumène de Cardia à la bataille de l'Hellespont.

## Biographie

### Carrière sous Alexandre
Selon Arrien, Néoptolème serait issu de la dynastie des Éacides, et donc parent des rois d'Épire. Il sert dans la cavalerie de la Garde royale (agéma) d'Alexandre ; il se distingue pendant le siège de Gaza en 332 av. J.-C. en étant l'un des premiers à franchir les murailles de la ville. 
Il existe peu d'informations sur son rôle lors des campagnes postérieures ; cependant il semble avoir acquis la réputation d'un vaillant soldat. D'après Plutarque, il aurait été le « grand écuyer » d'Alexandre, c'est-à-dire porteur du bouclier et de la lance du roi.

### Rivalité avec Eumène de Cardia
Lors des accords de Babylone qui suivent la mort du souverain en 323 av. J.-C., Néoptolème obtient le titre de satrape d'Arménie. Cependant, il a la réputation d’être instable. Perdiccas, le chiliarque de l'empire, demeure donc suspicieux à son égard. C’est ainsi qu’en 321, lorsque Perdiccas se lance à l’assaut de l'Égypte de Ptolémée, il place Néoptolème sous le commandement d’Eumène de Cardia, à qui il demande d'être vigilant à son encontre.
Les suspicions de Perdiccas semblent être fondées car Néoptolème entre immédiatement en relation avec les rivaux du régent, Antipater et Cratère, et lorsqu’il reçoit l’ordre d’Eumène de le rejoindre avec ses contingents, il refuse de s’y soumettre. En riposte, Eumène marche immédiatement contre lui en Phrygie hellespontique au printemps 321. Eumène aurait remporté la victoire en plaçant la cavalerie légère derrière son infanterie ; surpris par ce dispositif et alors qu’Eumène s’est emparé de leurs bagages, les Macédoniens en déroute sont ralliés et prêtent serment d’allégeance à Perdiccas. Néoptolème parvient malgré tout à s’échapper avec 300 cavaliers et trouve refuge auprès de Cratère qui tente en vain de rallier Eumène à leur cause.

### Mort de Néoptolème
Néoptolème persuade Cratère  de marcher contre Eumène pendant qu'il est encore en train de célébrer sa victoire. Les deux généraux rencontrent leur adversaire au printemps 321 av. J.-C. à la bataille de l'Hellespont. Pendant le combat, Néoptolème commande l'aile gauche, composée de 20 000 fantassins pour la plupart macédoniens et opposée à Eumène lui-même ; ce dernier est à la tête d'une infanterie de 20 000 hommes d'origines diverses, dont les Macédoniens ralliés, et de 5 000 cavaliers, surtout cappadociens, avec lesquels il compte emporter la décision. Les deux chefs qui sont devenus des ennemis personnels se cherchent sur le champ de bataille afin de s'affronter en un combat singulier au cours duquel Néoptolème est tué par Eumène. Cratère, quant à lui, trouve la mort dès les premiers instants de la bataille.

## Sources antiques
- Arrien, Anabase [lire en ligne].
- Diodore de Sicile, Bibliothèque historique [détail des éditions] [lire en ligne], XVIII.
- Plutarque, Vies parallèles [détail des éditions] [lire en ligne], Eumène.
- Cornélius Nepos, Eumène.